# Remont
Remont (från franskans remonter som bland annat betyder förse med nya hästar) är en unghäst som genomgår grundläggande utbildning. Finlandismen "remont" avser renovering.
Ursprungligen var remont i Sverige en till krigstjänst anskaffad häst till dess att dess enskilda utbildning var avslutad. De hästar som inköptes till krigsmakten skulle ha en höjd av minst 147 cm bakom sadeln och vara mellan 3 och 6 år gamla. De remonter som inte genast kunde lämnas över till militärförbanden sändes till en remontdepå för att först påföljande år tilldelas förbanden där deras utbildning tog vid. De ryttare som red in och tränade hästarna kallades remontryttare, vilka ansågs vara särskilt dugliga ryttare inom armén.